# Mo'en Mosavver
Mo'en Mosavver o Mu'in Musavvir (en persa: معین مصوّر) fue un miniaturista persa, uno de los más importantes durante la Dinastía safávida Iraní del siglo XVII. 
No se sabe mucho sobre la vida personal, salvo que nació hacia 1610-1615, fue alumno de Reza Abbasi, el principal pintor de la época, y probablemente murió en 1693. Se conservan más de 300 miniaturas y dibujos atribuidos a él. Fue un pintor conservador que invirtió en parte el estilo avanzado de su maestro, evitando las influencias de la pintura occidental. Sin embargo, pintó varias escenas de gente corriente, poco habituales en la pintura persa.

## Obras de arte

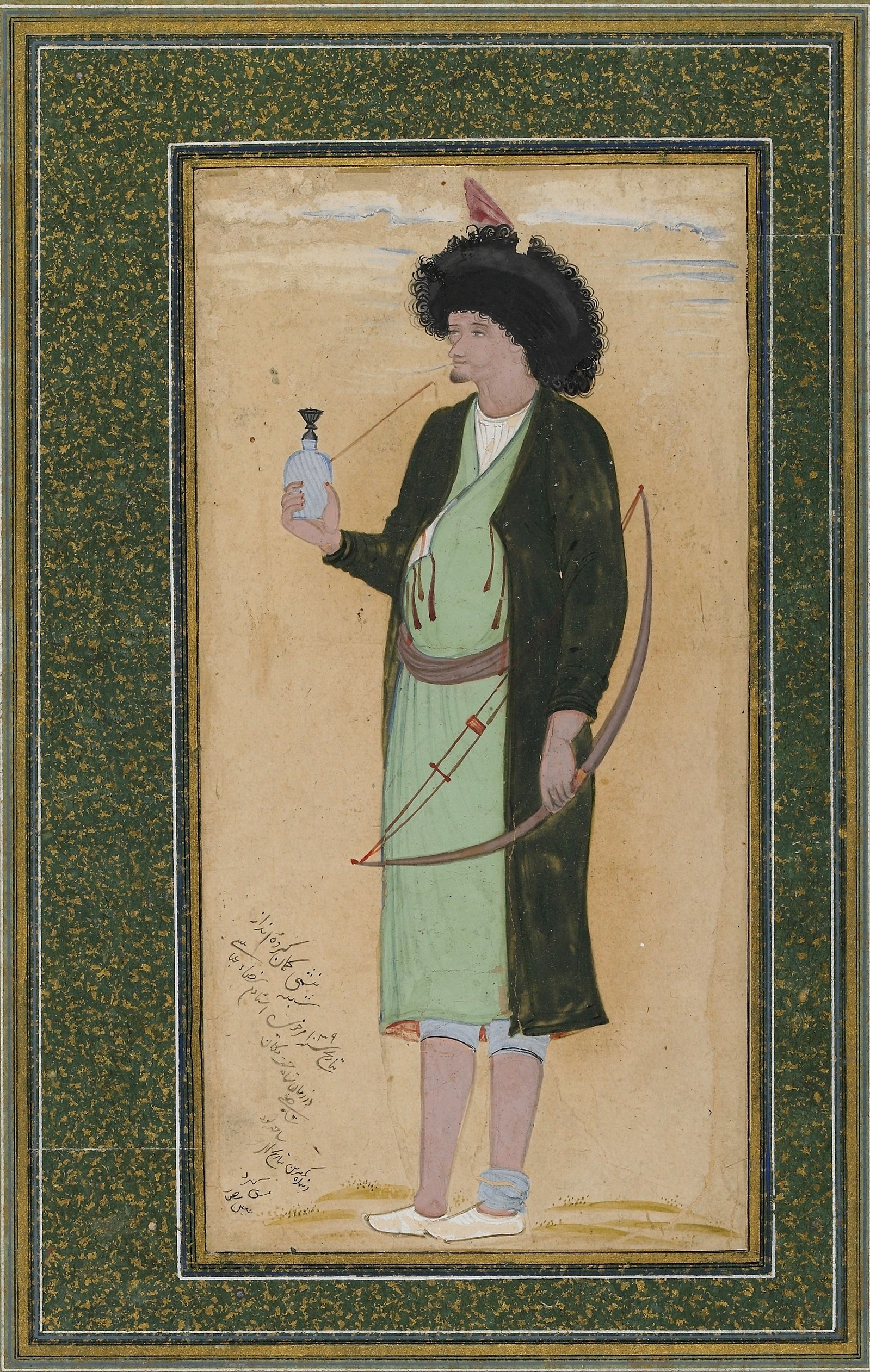
Arquero Nashmi
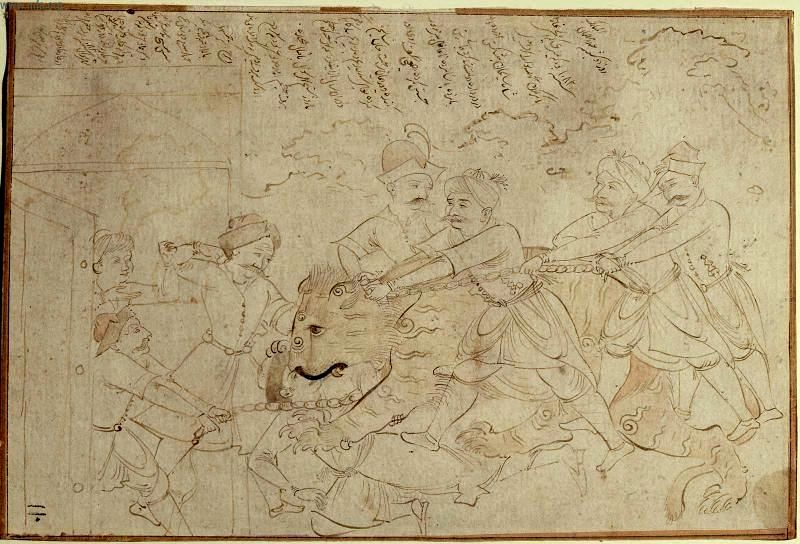
Un tigre atacando a un joven.
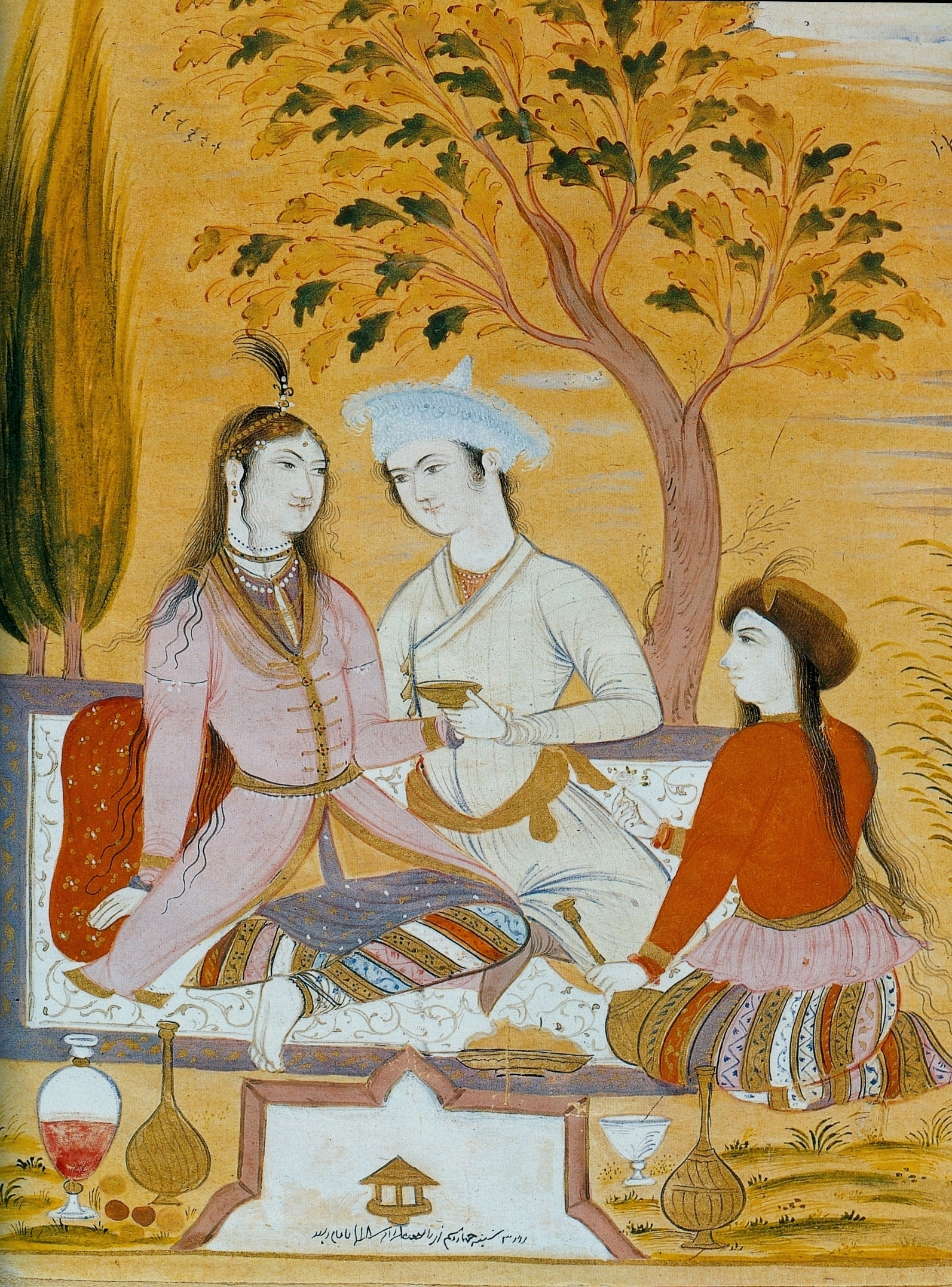
Cosacos y mucama